# Sælvig, Samsø
Sælvig är en liten hamnort i Danmark. Den ligger i Samsø Kommune och Region Mittjylland,  130 km väster om Köpenhamn.  Närmaste större samhälle är Tranebjerg, 4,5 km sydost om Sælvig. Från Sælvig finns färjeförbindelse till Hou på Jylland.